# Das alte Gesetz
Das alte Gesetz (alemany: L’antiga llei) és una pel·lícula muda dramàtica alemanya del 1923 dirigida per E. A. Dupont i protagonitzada per Henny Porten, Ruth Weyher i Hermann Vallentin. El fill de un rabí ortodox s'enfronta a l'hostilitat del seu pare quan decideix convertir-se en actor.

## Trama
A mitjans del segle XIX, Baruch, fill d'un rabí, decideix abandonar el seu shtetl de Galítsia contra la voluntat del seu pare de convertir-se en actor. Inicialment s'incorpora a un teatre itinerant, on l'Arxiduquessa austríaca Elisabet Teresa li agrada i fa servir la seva influència per aconseguir un compromís al Burgtheater de Viena. Baruch aconsegueix convertir-se en una estrella celebrada i reeixida. El seu pare, el rabí Mayer, està consternat per aquesta vida i rebutja el seu fill. Quan finalment assisteix a una representació de Don Carlo amb el seu fill, queda profundament impressionat pel talent d'actuació del seu fill, el reconeix com una gràcia de Déu i el perdona després d'una discussió. Baruch torna a casa, on l'esperava la seva estimada de la infància Esther.

## Repartiment
- Henny Porten com a arxiduquessa Elisabet Teresa
- Ruth Weyher com a dama de la cort
- Hermann Vallentin com a Heinrich Laube
- Avrom Morewski (Abraham Morewski) com el rabí Mayer
- Ernst Deutsch com a Baruch, el seu fill
- Grete Berger com la seva mare
- Robert Garrison com a Ruben Pick
- Margarete Schlegel com Esther, la seva filla
- Jakob Tiedtke com a director dels actors
- Olga Limburg com la seva dona
- Alice Hechy com a segona filla
- Julius Brandt com a vell còmic
- Fritz Richard com a professor Nathan
- Wolfgang Zilzer com a pàgina
- Kálmán Zátony com a Joseph Wagner
- Robert Scholz
- Alfred Krafft-Lortzing
- Dominik Löscher
- Philip Manning

## Producció i llançament
Els decorats de pel·lícules van ser dissenyats per Alfred Junge i realitzats per Curt Kahle. Els vestits van ser dissenyats per Ali Hubert.
La pel·lícula es va estrenar a Alemanya el 29 d'octubre de 1923. Té set actes i es va estrenar per a joves. S'ha conservat en diverses còpies, que es diferencien entre si i en alguns casos no es corresponen amb l'original. Per iniciativa de l'estudiosa de cinema Cynthia Walk, la pel·lícula va ser restaurada digitalment per Deutsche Kinemathek. Philippe Schoeller va compondre una nova banda sonora, que va ser gravada per la Jakobsplatz Orchestra de Munic. La versió restaurada, amb una durada més llarga de 135 minuts, es va estrenar el 16 de febrer de 2018 a la Berlinale 2018 amb una actuació en directe de la música de pel·lícula al Friedrichstadt-Palast. Els intertítols són una reconstrucció basada en les targetes de censura.

## Recepció
A les revistes cinematogràfiques Film-Kurier i Lichtbild-Bühne van aparèixer nombroses crítiques el 1923.
"Dupont aconsegueix fer visible l'atmosfera dels mons molt diferents d'aquesta pel·lícula: el medi del gueto, que està separat del món exterior per un mur gairebé infranquejable, i aquest món mateix, que aquí es fa viu per la Viena dels anys seixanta, que és portat pels ritmes dels valsos de Johann Strauss i pel qual el Burgtheater és l'epítom de tot l'art per excel·lència."
"I ara la direcció de Dupont: certament, va cometre errors amb longituds i amplades. Però que perdonables són! No s'ha de mantenir involuntàriament afectuosament lligat a la representació d'aquest entorn, que és necessari per despertar una comprensió més profunda? Aquestes mancances es poden eliminar amb unes quantes siluetes. I com es compensen amb unitats directorials encantadores, imatges meravelloses i una subtilesa de línia que potser no sempre ha estat fàcil donada la sacralitat del tema."